# ستيفانو بيرسيفورمس
تعد رتب ستيفانو بيرسيفورمس (Stephanoberyciformes) أحد رتب التصنيف البيولوجي للأسماك شاعية الزعانف حيث تشتمل على حوالي 45 نوعًا ينتمي معظمها (37) إلى فصيلة ريدج هيد (ridgehead) فصيلة ميلام فايدي (Melamphaidae). وغالبًا ما تكون «ستيفانو بيرسيفورمس» أنواع غير شائعة توجد في أعماق البحار تكاد تنعدم أهميتها بالنسبة للصيد التجاري. وتشترك هذه الأنواع في العديد من أوجه الشبه التشريحية مع بيرسيفورمس (Beryciformes) التي تعد شقيقتها من حيث الرتبة.
بيد أن بعض المصادر تصنف الأنواع الأخرى ذات الصلة بها مثل أسماك الحوت (whalefishes) على أنها لفصيلة فائقة تسمى هنا سيتوميموديا (Cetomimoidea). وتكون معظم الأنواع التي تم وضعها هنا عادةً سيتفانو بيرسيوديا (Stephanoberyciodea).
وتُمثل فصائل ما يلي:
- أنواع ميلام فايدي وريدج هيدس (حوالي 35 نوعًا)
- أنواع جيبرشثديا (Gibberichthyidae) وجيبرفيشز (gibberfishes) (نوعان)
- أنواع ستيفانوبيرسيديا (Stephanoberycidae) وبريكلفيشز (pricklefishes) (ثلاثة أنواع)
- هيسبيودوبيرسيديا (Hispidoberycidae) - بيرستليسكن (Bristlyskin) (نوع واحد)

وتتمثل صفاتها المشتركة في أنها عبارة عن أسماك مستديرة الجسم وذات فم بلا أسنان لكن عظام الجمجمة رفيعة مع عدم وجود عظمة أوربيتوسفينويد (orbitosphenoid) (باستثناء الهيسبيدو بيركس (Hispidoberyx)).
وعلى الجانب الآخر تبدو أسماك جيبرفيشز أقرب إلى أسماك الحوت مثل روندليتيا (Rondeletia) وفقًا لما تم اقتراحه كثيرًا. وتشتمل هاتان المجموعتان - على ما يبدو باعتبارهما الأسماك الحية فقط - على عضو تومينجا (Tominaga) المتسم بالغموض. في الوقت ذاته يشتبه في أن تكون الروندليتيا قريبة في صفاتها بشدة من فيلفيت ويلفيش (velvet whalefish) وباربوريشيا روفا (Barbourisia rufa).

## الحواشي
1. 1 2  William Eschmeyer; Jon D. Fong (23 Dec 2011). ""Pisces"" (PDF). Animal Biodiversity: An Outline of Higher-level Classification and Survey of Taxonomic Richness (بالإنجليزية). 3148 (1): 26–38. ISBN:978-1-86977-849-1. ISSN:1175-5334. QID:Q19402385.
2. ↑  E.g. Nelson (2006)
3. ↑  Paxton et al. (2001)